# 90533 Laurentblind
90533 Laurentblind è un asteroide della fascia principale. Scoperto nel 2004, presenta un'orbita caratterizzata da un semiasse maggiore pari a 2,6922878 UA e da un'eccentricità di 0,0706975, inclinata di 5,59546° rispetto all'eclittica.
L'asteroide è dedicato a Laurent Blind, fidanzato della scopritrice.